# Jean Verschneider

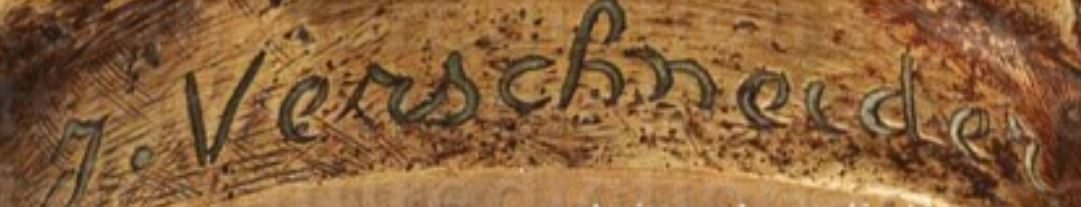
Signatur von Jean Verschneider

Jean Verschneider (* 1872 in Lyon, Frankreich; † 1943) war ein französischer Bildhauer.

## Leben

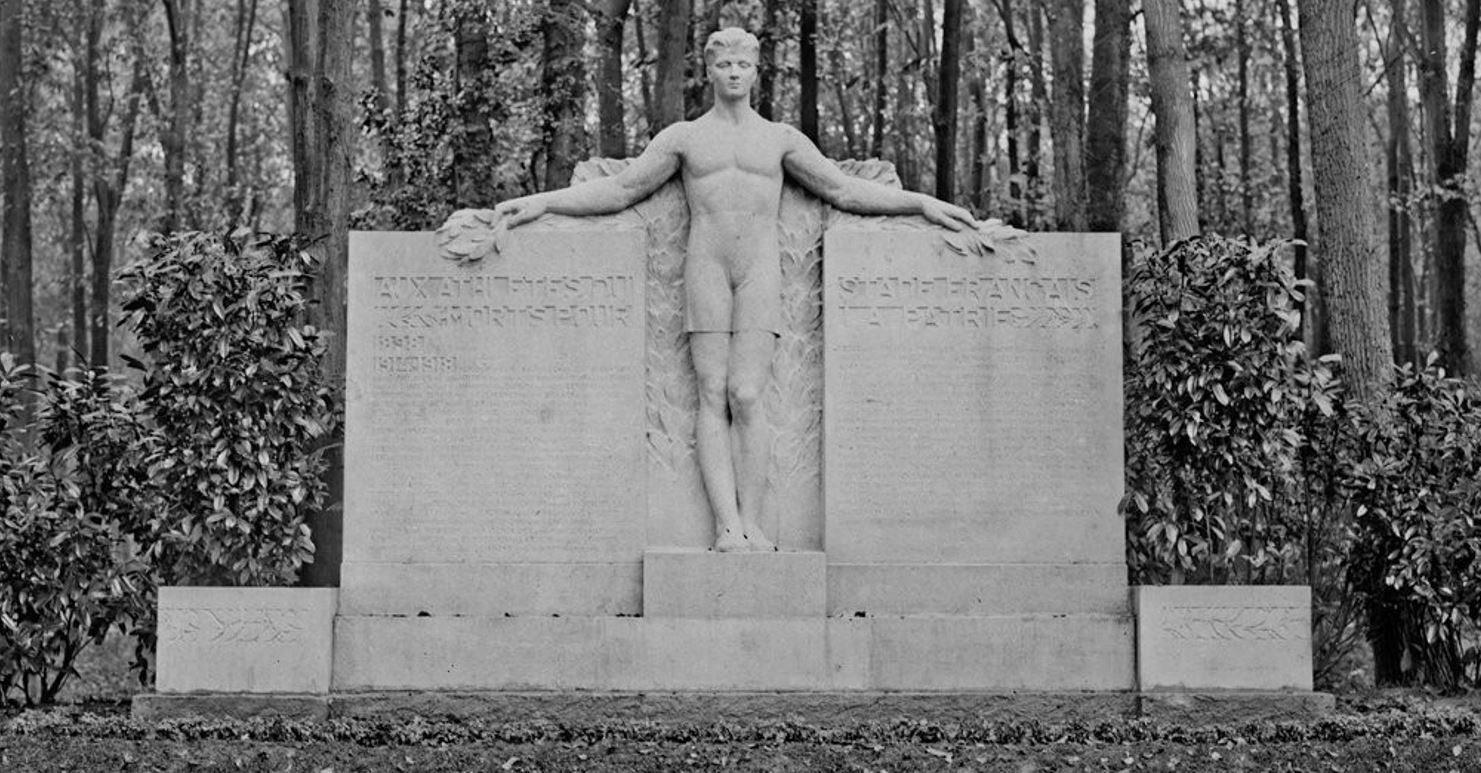
Verschneiders Denkmal für im Ersten Weltkrieg gefallene französische Sportler, gelegen im Parc de Saint-Cloud in Saint-Cloud, eingeweiht 1922.

Verschneider war Schüler der Bildhauer Jacques Perrin und Jean-Antoine Injalbert. Er stellte auf den Salons der Société des Artistes Français in Paris aus und wurde 1908 Mitglied der Gesellschaft. 1909 erhielt er hier ein mention honourable.
Arthur Goldscheider zeigte seine Bronzeskulpturen im Stil des Art déco betitelt Le Saut und Le leçon auf dem Salon von 1923. Verschneider war 1925 Mitarbeiter der Firma Goldscheider und gehörte den von Goldscheider ins Leben gerufenen Künstlergruppen La Stèle und L’Evolution an.

## Werke (Auswahl)
- Dompteur de lion, auch betitelt Entrer dans l’arène.
- Vive l’Empereur!
- Jeunesse dans le combat avec l’aigle
- Theatre
- L’effort
- La frontière ou France
- La marchande d’oranges
- La vendeuse de pommes
- Paysage valloné
- Épée d’ange
- Saut de haie féminin, 1920
- Femme fatale
- Jeune garçon et chimpanzé
- Prométhée
- Ganymède
- Perseus
- Mercurial
- Metallvase mit Quallenmuster in Dinanderie-Technik.